# Koop op eigen bate en schade
Koop op eigen bate en schade of voetstoots is een exoneratieclausule waarin de verkoper
elke garantie op gebreken, en dus een beroep op dwaling uitsluit.
De koop op een openbare veiling en bij een executie-veiling geschiedt vaak "voetstoots".
In het arrest Gerards/Vijverberg besliste de Hoge Raad dat de verkoper van een tweedehands auto in casu geen beroep kon doen op een standaard exoneratiebeding: "Koper koopt de auto op eigen bate en schade."